# عزلة بني علي (إب)

تعديل مصدري - تعديل

عزلة بني علي هي إحدى عزل مديرية مذيخرة في محافظة إب اليمنية ويبلغ تعداد سكانها 4889 نسمة حسب التعداد السكاني في اليمن لعام 2004.